# Charles Davenant

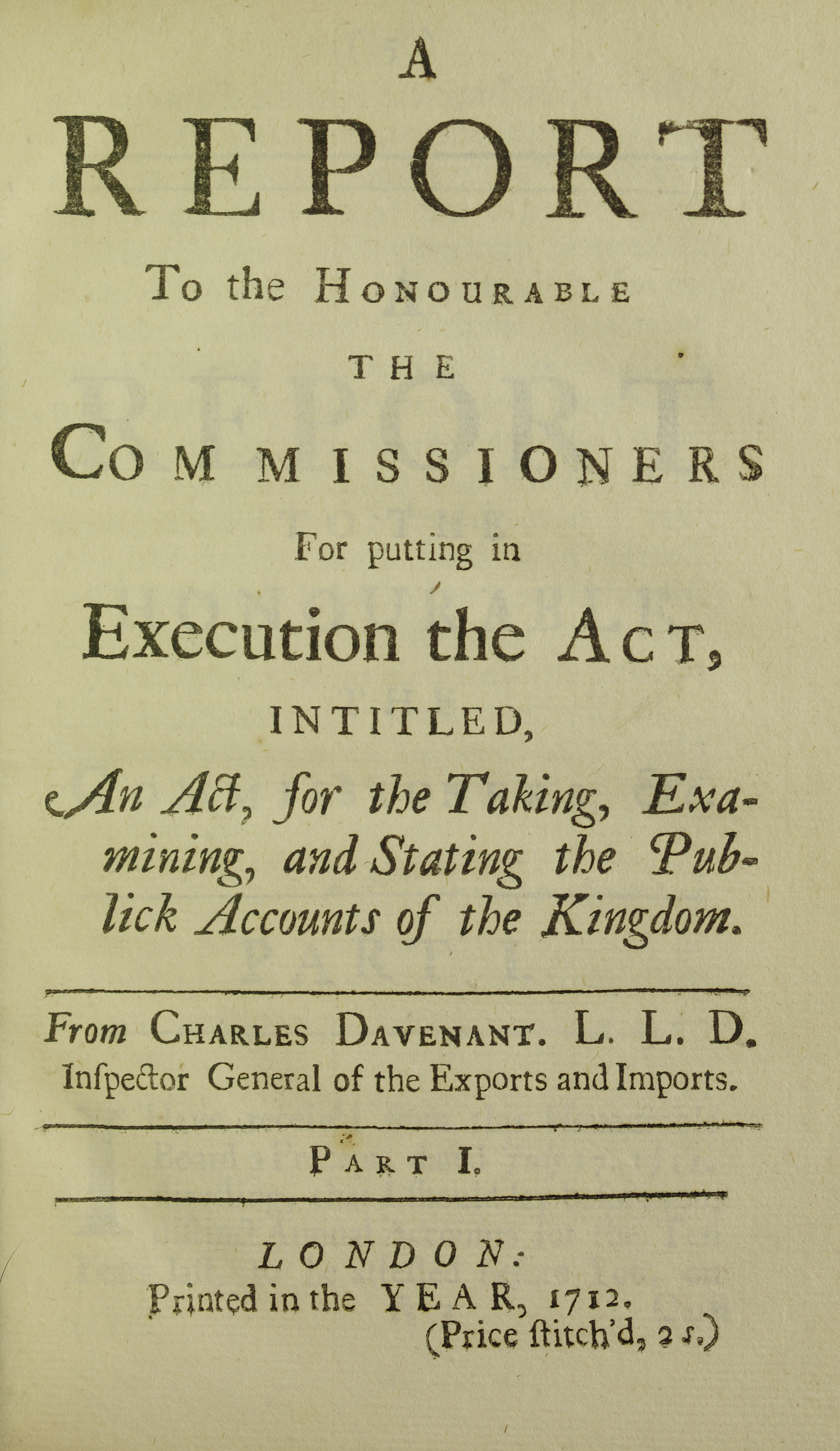
Report to the honourable the commissioners, 1712

Charles Davenant (London, 1656 – London, 1714. november 6.) angol nemzetgazdasági és politikai író, William Davenant költő fia.

## Élete
Már II. Jakab uralkodása idején tagja volt a parlamentnek, majd 1683-89-ben pénzügyi szolgálatban állott és itt gyűjtött tapasztalatait 1698-ban Discourses on the Public Revenues etc. című művében adta ki, mely hivatali utódaira tett megjegyzéseivel polemiát idézett elő. Még erősebben támadták Essays upon the Ballance of Power című munkáját, melynek a klérus ellen intézett támadását a felsőház tárgyalta. III. György alatt Davenant az ellenzéken volt. The True Picture of a Modern Whig című dolgozata éles gúnyirat a Whig-párt egy töredéke ellen. Anna királynő uralkodása alatt 1705-ben a ki- és bevitel főfelügyelőjévé lett és iratainak hangja is megváltozott. Nemzetgazdasági értekezései közül az An Essay on the probable Methods of making the People Geiners in the Ballance of Trade (1699) címűben enged a merkantilisták kereskedelmi mérlegtanából és protektiv rendszeréből; An Essay on Ways and Means of Supplying the War című politikai munkájában az adókról szól, Essay on the East Indie Trade (1693) címmel pedig a kelet-indiai kereskedés szabadságát védi. Írt egy Circe című drámát is.